# Палац спорту імені Макса Шмелінга

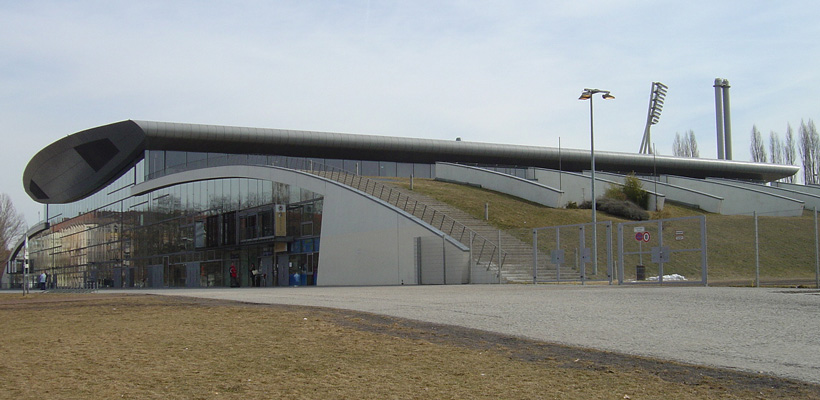
Палац спорту імені Макса Шмелінга

Палац спорту імені Макса Шмелінга (нім. Max-Schmeling-Halle) — багатофункціональний спортивний комплекс у Берліні (Німеччина). Споруду відкрито 14 грудня 1996 року. Арена вміщує 10 500 глядачів.
Спортивний комплекс названо на честь видатного німецького боксера, чемпіона світу у важкій вазі Макса Шмелінга.

## Події
9 вересня 2017 року у Палаці спорту відбувся чвертьфінальний поєдинок турніру «World Boxing Super Series», у якому Олександр Усик переміг екс-чемпіона світу Марко Хука.